# Filmoteca Basca
La Filmoteca Basca és una arxiu cinematogràfic que investiga i preserva el cinema basc. La seva finalitat és: «recuperar, arxivar, conservar i mostrar pel·lícules o audiovisuals que siguin d'interès per a l'estudi del cinema en general i del cinema basc en particular, així com recollir documents i material tècnic que hagin de ser conservats des del punt de vista cultural o històric».
La Filmoteca Basca va ser constituïda l'1 de maig de 1978 per alguns socis, amb seu a la ciutat de Sant Sebastià. El 20 de maig de 1997 el Govern Basc la va declarar Organització Pública Beneficiosa pel seu «treball i activitats notables» en cinematografia. El 27 de maig de 2004 es va convertir en fundació gràcies al suport del Govern Basc i la Diputació Foral de Guipúscoa.